# Delphi Indy 200 2000
Delphi Indy 200 2000 var ett race som var säsongspremiären i Indy Racing League 2000. Racet kördes den 28 januari på Walt Disney World Speedway. Robbie Buhl tog en sensationell seger för det nya teamet Dreyer & Reinbold Racing i dess första tävling, varpå de inte lyckades vinna på hela decenniet. Buddy Lazier blev tvåa, med Eddie Cheever på tredje plats.

## Slutresultat
| Plats | Förare                | Team                     | Grid |
| ----- | --------------------- | ------------------------ | ---- |
| 1     | Robbie Buhl           | Dreyer & Reinbold Racing | 22   |
| 2     | Buddy Lazier          | Hemelgarn Racing         | 5    |
| 3     | Eddie Cheever         | Cheever Racing           | 6    |
| 4     | Scott Goodyear        | Panther Racing           | 8    |
| 5     | Eliseo Salazar        | A.J. Foyt Enterprises    | 10   |
| 6     | Donnie Beechler       | Cahill Racing            | 15   |
| 7     | Jeff Ward             | A.J. Foyt Enterprises    | 2    |
| 8     | Buzz Calkins          | Bradley Motorsports      | 11   |
| 9     | Billy Boat            | Team Pelfrey             | 9    |
| 10    | Robbie McGehee        | Treadway Racing          | 4    |
| 11    | Airton Daré           | TeamXtreme               | 25   |
| 12    | Niclas Jönsson        | Nienhouse Motorsports    | 21   |
| 13    | Tyce Carlson          | Hubbard-Immke Racing     | 23   |
| 14    | Doug Didero           | Mid-America Motorsports  | 20   |
| 15    | Scott Sharp           | Kelley Racing            | 7    |
| 16    | Mark Dismore          | Kelley Racing            | 3    |
| 17    | Greg Ray              | Team Menard              | 1    |
| 18    | Stéphan Grégoire      | Dick Simon Racing        | 13   |
| 19    | Jeret Schroeder       | Tri-Star Motorsports     | 16   |
| 20    | Sam Hornish Jr.       | PDM Racing               | 19   |
| 21    | John Hollansworth Jr. | TeamXtreme               | 14   |
| 22    | Jon Herb              | Della Penna Motorsports  | 26   |
| 23    | Jaques Lazier         | Truscelli Racing         | 12   |
| 24    | Robby Unser           | Tri-Star Motorsports     | 18   |
| 25    | Al Unser Jr.          | Galles Racing            | 24   |
| 26    | Davey Hamilton        | TeamXtreme               | 17   |